# دييغو فرنانديز دي قرطبة وأريلانو ماركيز قمارش الأول
دييغو فرنانديز دي قرطبة وأريلانو ، ماركيز قمارش الأول (1469 - وهران ، 1518) هو عسكري و سياسي و نبيل إسباني.

## سيرة شخصية
يعود أصله إلى فرنان نونييز دي تيميز (Fernán Núñez de Témez) أحد الفاتحين لمدينة قرطبة سنة 1236 (سقوط قرطبة) خلال حروب الاسترداد و مؤسس العائلة النبيلة فرنانديز دي قرطبة. هو الابن البكر لمارتن فيرنانديز دي قرطبة من زوجته وابنة عمه ليونور دي قرطبة أو أريلانو ، خلف والده في منصب سينيور (لورد) إسبيخو الحادي عشر و سينيور اليُسَانَة السادس و سينيور تشايلون الخامس وفي لقب ألكايد (قائد) دي لوس دونسيليس السادس. تزوج من خوانا باتشيكو ، ابنة دوق إسكالونا الأول ، وماركيز فيلينا الأول ، وكونت زيكينا الأول ، و سينيور بلمونت الثالث و أمّها سينيورا دي موغير السادسة وسينيورا دي فيلانويفا ديل فريسنو الرابعة.
كانت له مشاركة بارزة في حرب غرناطة ،  حيث أسر الملك أبو عبد الله الصغير في معركة اليُسانة عام 1483.
في عام 1505 قاد القوات التي احتلت المرسى الكبير، وبعد أربع سنوات، في عام 1509، و بأوامر من دي ثيسنسروس شارك في الغزو الإسباني لوهران، شغل منصب الحاكم الثالث لوهران بين عامي 1510 و 1512 ، و نائب الملك الأول لنافارا بين ديسمبر 1512 وديسمبر 1515 أثناء مملكة نافارا ومرة أخرى الحاكم الخامس لوهران من عام 1516 حتى وفاته عام 1518.
في عام 1512 منحه الملك فرناندو الكاثوليكي الوصيّ على خوانا الأولى ملكة قشتالة و كارلوس الأول ملك قشتالة لقب ماركيز قمارش .
وخلفه ابنه لويس فرنانديز دي قرطبة و باتشيكو كماركيز قمارش الثاني و سينيور إسبيخو الثاني عشر و سينيور اليُسَانَة السابع و سينيور تشايلون السادس وفي لقب ألكايد دي لوس دونسيليس السابع (توفي. اليُسانة ، 1564) ، و حاكم وهران السادس و الثامن من 1518 إلى 1520 و من 1523 إلى 1531 ، تزوج من قريبته فرنسيسكا دي زونيغا و لا ثيردا (توفيت أبريل 1570) ، ابنة الكونت الثالث لقبرة عظيم إسبانيا (غراندي دي إسبانيا) من الدرجة الأولى ، و الفيكونت الثالث لإزناخار ، و سينيور بيانة الرابع.